# Lista de prefeitos de Cantagalo (Paraná)
Esta é a lista de prefeitos e vice-prefeitos do município de Cantagalo, estado brasileiro do Paraná.
| Nº | Nome                      | Partido | Vice-prefeito                            | Início do mandato     | Fim do mandato         | Observações                                            |
| 1  | Guilherme de Paulo Neto   | PMDB    | João Konjunski                           | 12 de maio de 1982    | 31 de dezembro de 1988 | Primeiro prefeito e vice eleitos em sufrágio universal |
| 2  | José Fabrício dos Santos  | PTB     | Matheus Paulino da Rocha                 | 1º de janeiro de 1989 | 31 de dezembro de 1992 | Prefeito e vice eleitos em sufrágio universal          |
| 3  | Matheus Paulino da Rocha  | PP      | Luiz Carlos Thomé                        | 1º de janeiro de 1993 | 31 de dezembro de 1996 | Prefeito e vice eleitos em sufrágio universal          |
| 4  | João Konjunski            | PSDB    | Elivar Corrêa                            | 1º de janeiro de 1997 | 31 de dezembro de 2000 | Prefeito e vice eleitos em sufrágio universal          |
| 5  | Matheus Paulino da Rocha  | PFL     | Télcio Fritz                             | 1º de janeiro de 2001 | 31 de dezembro de 2004 | Prefeito e vice eleitos em sufrágio universal          |
| 6  | Pedro Clarismundo Borelli | PSDB    | Elivar Corrêa (PSDB)                     | 1º de janeiro de 2005 | 31 de dezembro de 2008 | Prefeito e vice eleitos em sufrágio universal          |
| 6  | Pedro Clarismundo Borelli | PSDB    | Elivar Corrêa (PSDB)                     | 1º de janeiro de 2009 | 31 de dezembro de 2012 | Prefeito e vice reeleitos em sufrágio universal        |
| 7  | Éverson Antônio Konjunski | PSB     | Vilson Rocha Ribas (PSDB)                | 1º de janeiro de 2013 | 31 de dezembro de 2016 | Prefeito e vice eleitos em sufrágio universal          |
| 8  | Jair Rocha da Silva       | PR      | Neuza Grein Ruginski (PSD)               | 1º de janeiro de 2017 | 31 de dezembro de 2020 | Prefeito e vice eleitos em sufrágio universal          |
| 9  | João Konjunski            | PV      | Vilson Rocha Ribas (PSDB)                | 1º de janeiro de 2021 | 31 de dezembro de 2024 | Prefeito e vice eleitos em sufrágio universal          |
| 9  | João Konjunski            | PSD     | Ponciano de Assis dos Santos Abreu (MDB) | 1° de janeiro de 2025 | Atualidade             | Prefeito reeleito e vice eleito em sufrágio universal  |